# Paul Ivano

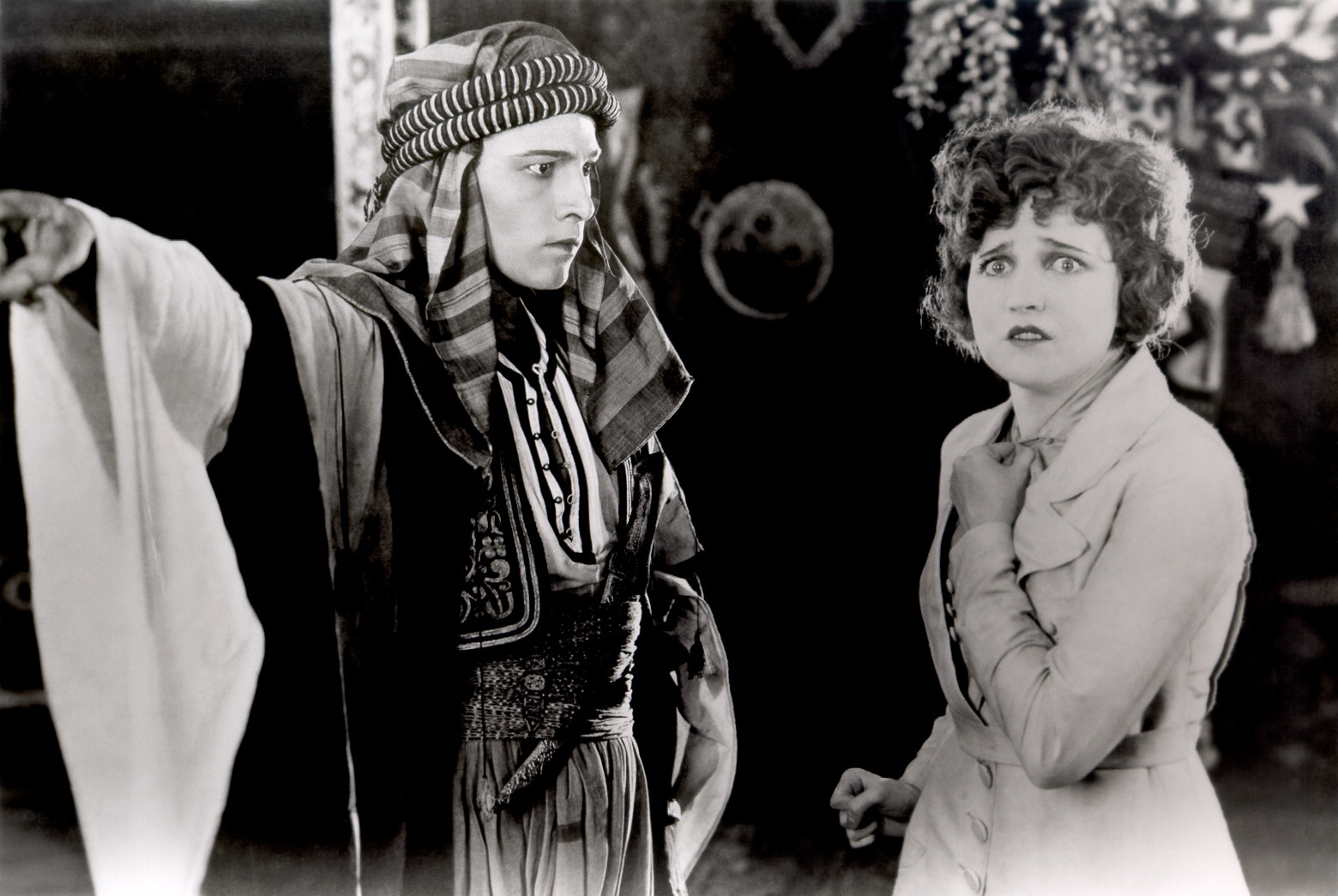
Le Cheik (1921) : Rudolph Valentino et Agnes Ayres

Paul Ivano est un directeur de la photographie français, né Pavle Ivanišević le 13 mai 1900 à Nice (Alpes-Maritimes), mort le 9 avril 1984 à Los Angeles — Quartier de Woodland Hills (Californie).
Ayant fait toute sa carrière aux États-Unis, il était membre de l'ASC.

## Biographie
Peu après la fin de la Première Guerre mondiale, Paul Ivano émigre aux États-Unis, où il s'installe définitivement. Ainsi, il débute au cinéma à Hollywood, où son premier film (muet) comme chef opérateur est Le Cheik de George Melford, avec Rudolph Valentino et Agnes Ayres, sorti en 1921. En tout, il contribue à environ quatre-vingt-dix films américains à ce poste, le dernier sorti en 1967.
Durant sa carrière, il assiste notamment Erich von Stroheim (ex. : Queen Kelly, film inachevé de 1928, avec Gloria Swanson et Walter Byron), Josef von Sternberg (ex. : Shanghai Gesture en 1941, avec Ona Munson, Victor Mature et Gene Tierney), Julien Duvivier (ex. : L'Imposteur en 1944, avec Jean Gabin et Ellen Drew), ou encore Roy William Neill (ex. : L'Ange noir en 1946, avec Dan Duryea et June Vincent). Il est aussi directeur de la photographie de seconde équipe sur dix-neuf films, dont Ben-Hur (1925) de Fred Niblo et Les Amants de la nuit (1949) de Nicholas Ray.
À la télévision, de 1951 à 1969 (année où il se retire), Paul Ivano dirige les prises de vues sur dix-neuf séries, dont cinquante-sept épisodes (1967-1969) de Cher oncle Bill.

## Filmographie partielle

### Au cinéma

#### Comme directeur de la photographie
- 1921 : Le Cheik (The Sheik) de George Melford
- 1925 : Dansons ! (The Dancers) d'Emmett J. Flynn
- 1926 : A Woman of the Sea de Josef von Sternberg
- 1926 : La Danseuse Saina (Yellow Fingers) d'Emmett J. Flynn
- 1928 : Le château de sable (en) (No Other Woman) de Lou Tellegen
- 1929 : La Reine Kelly (Queen Kelly) d'Erich von Stroheim
- 1931 : Frankenstein de James Whale
- 1936 : Cavalcade of the West d'Harry L. Fraser
- 1936 : The Plow that broke the Plains de Pare Lorentz (court métrage documentaire)
- 1936 : Ambush Valley (en) de Bernard B. Ray
- 1937 : Le Petit Bagarreur (Hoosier Schoolboy) de William Nigh
- 1937 : Battle of Greed d'Howard Higgin
- 1937 : Blazing Barriers d'Aubrey Scotto
- 1938 : I am a Criminal de William Nigh
- 1939 : Should a Girl Marry ? de Lambert Hillyer
- 1941 : Shanghaï (The Shanghai Gesture) de Josef von Sternberg
- 1942 : About Face de Kurt Neumann
- 1942 : Isle of Missing Men de Richard Oswald
- 1942 : Hitler - Dead or Alive de Nick Grinde
- 1942 : The Bashful Bachelor (en) de Malcolm St. Clair

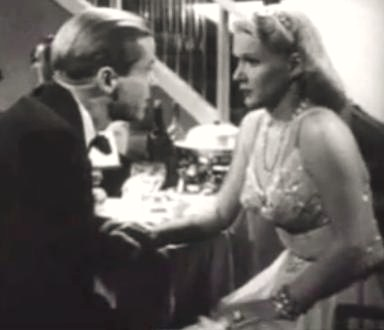
L'Ange noir (1946) : Dan Duryea et June Vincent

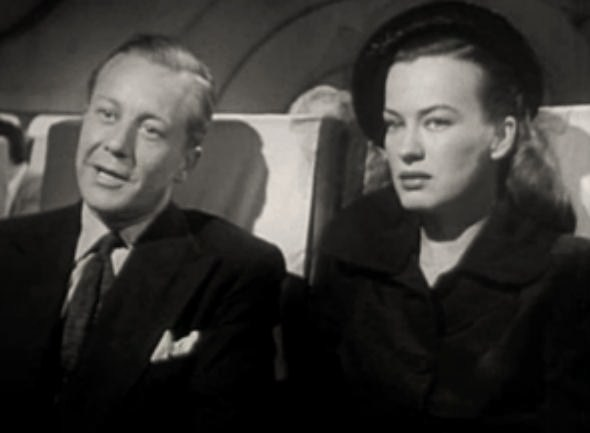
Million Dollar Weekend (1948) : Gene Raymond et Osa Massen

- 1943 : Toute seule (All by Myself) de Felix E. Feist
- 1943 : She's for Me de Reginald Le Borg
- 1943 : Obsessions (Flesh and Fantasy) de Julien Duvivier
- 1943 : Fired Wife de Charles Lamont
- 1944 : Les Yeux d'un mort (Dead Man's Eyes) de Reginald Le Borg
- 1944 : Slightly Terrific d'Edward F. Cline
- 1944 : Le Suspect (The Suspect) de Robert Siodmak
- 1944 : Destiny de Reginald Le Borg
- 1944 : L'Imposteur (The Impostor) de Julien Duvivier
- 1944 : Pardon my Rhythm de Felix E. Feist
- 1944 : Hi, Beautiful de Leslie Goodwins
- 1945 : Mission à Alger (Pursuit to Algiers) de Roy William Neill
- 1945 : L'Oncle Harry (The Strange Affair of Uncle Harry) de Robert Siodmak
- 1945 : Les Yeux qui tuent (The Frozen Ghost) d'Harold Young
- 1945 : Voyez mon avocat (See my Lawyer) d'Edward F. Cline
- 1945 : Men in her Diary de Charles Barton
- 1945 : Senorita from the West de Frank R. Strayer
- 1946 : L'Ange noir (Black Angel) de Roy William Neill
- 1946 : The Spider Woman Strikes Back d'Arthur Lubin
- 1946 : Little Miss Big d'Erle C. Kenton
- 1947 : Fun on a Weekend de Andrew L. Stone
- 1947 : Un gangster pas comme les autres (The Gangster) de Gordon Wiles
- 1948 : Million Dollar Weekend de Gene Raymond
- 1949 : Le Faiseur (The Lovable Cheat) de Richard Oswald
- 1950 : Champagne for Caesar (en) (Champagne for Caesar) de Richard Whorf
- 1951 : Gold Raiders d'Edward Bernds
- 1952 : Captive Women (en) de Stuart Gilmore
- 1952 : For Men Only de Paul Henreid
- 1954 : Fangs of the Wild de William F. Claxton
- 1957 : Lizzie, d'Hugo Haas
- 1962 : The Nun and the Sergeant (en) de Franklin Adreon

#### Comme directeur de la photographie de seconde équipe
- 1922 : Moran of the Lady Letty de George Melford
- 1922 : A Doll's House de Charles Bryant
- 1922 : Lorna Doone de Maurice Tourneur
- 1923 : La Sagesse de trois vieux fous (Three Wise Fools) de King Vidor
- 1923 : In the Palace of the King d'Emmett J. Flynn
- 1923 : Salomé (titre original) de Charles Bryant
- 1924 : Capricciosa (Wild Oranges) de King Vidor
- 1925 : Ben-Hur (Ben-Hur : A Tale of the Christ) de Fred Niblo
- 1928 : Les Quatre Diables (Four Devils) de Friedrich Wilhelm Murnau
- 1929 : Gold Diggers of Broadway de Roy Del Ruth
- 1929 : The Show of Shows de John G. Adolfi
- 1930 : La Déesse rouge (The Green Goddess) d'Alfred E. Green
- 1939 : Autant en emporte le vent (Gone with the Wind) de Victor Fleming, George Cukor et Sam Wood
- 1948 : Johnny Belinda de Jean Negulesco
- 1949 : Les Amants de la nuit (They live by Night) de Nicholas Ray
- 1949 : Pour toi j'ai tué (Criss Cross) de Robert Siodmak
- 1952 : Japanese War Bride de King Vidor

#### Autres fonctions
- 1924 : Les Rapaces (Greed) d'Erich von Stroheim (cadreur)
- 1930 : Les Anges de l'enfer (Hell's Angels) d'Howard Hughes (photographie aérienne)
- 1931 : Une tragédie américaine (An American Tragedy) de Josef von Sternberg (cadreur)

### À la télévision
Comme directeur de la photographie
- 1956 : Le Choix de... (Screen Directors Playhouse), Saison unique, épisode 16 Recherché pour meurtre (Number Five checked out) d'Ida Lupino, épisode 22 La Revanche de François Villon (The Sword of Villon) de George Waggner, épisode 23 Markheim de Fred Zinnemann et épisode 26 The Dream
- 1958 : Première série Mike Hammer, Saison 1, épisode 22 The Broken Frame de John English
- 1964 : Daniel Boone, Saison 1, épisode 1 Ken-Tuck-E de George Marshall
- 1966 : Daktari, Saison 1, épisodes non-spécifiés
- 1967 : Des agents très spéciaux (The Man from U.N.C.L.E.), Saison 3, épisode 25 Un modèle très recherché (The Hot Number Affair) de George Waggner et épisode 27 Histoire de pommes (The Apple-a-Day Affair)
- 1967-1969 : Cher oncle Bill (Family Affair), Saisons 2 et 3, 57 épisodes